# Василевичи (Могилёвская область)
Василе́вичи (бел. Васілевічы) — деревня в составе Сухаревского сельсовета Могилёвского района Могилёвской области Республики Беларусь.

## Население
- 2010 год — 13 человек